# Bernhard Everke
Bernhard Everke (* 12. Februar 1939 in Hagen, Westfalen) ist ein deutscher Verwaltungsjurist und Kommunalpolitiker (CDU).

## Werdegang
Everke studierte von 1958 bis 1963 an der Eberhard Karls Universität Tübingen Rechtswissenschaften  und Staatswissenschaften. 1964 wurde er promoviert. Nach dem zweiten Staatsexamen war er ab 1968 Leiter des Stadtrechtsamts und der Abteilung für Wirtschaftsförderung in Idar-Oberstein. Von Oktober 1973 an war Bernhard Everke Bürgermeister der Stadt Donaueschingen. Nach Erhebung der Stadt zur Großen Kreisstadt 1993 wurde Everke zum Oberbürgermeister gewählt. 2004 trat er in den Ruhestand.

## Familie
Bernhard Everke ist verheiratet und hat mit seiner Frau Charlotte zwei Kinder.

## Ehrungen
- 2004: Verdienstkreuz 1. Klasse der Bundesrepublik Deutschland
- 2004: Ehrenkreuz der Bundeswehr in Gold
- 2005: Ehrenbürger der Stadt Donaueschingen